# Arabidella
Arabidella é um género botânico pertencente à família Brassicaceae.

## Espécies
- Arabidella eremigena
- Arabidella filifolia
- Arabidella glaucescens
- Arabidella nasturtium
- Arabidella procumbens
- Arabidella trisecta